# Eleutherodactylus alcoae
Eleutherodactylus alcoae é uma espécie de anfíbio da família Eleutherodactylidae.	
Pode ser encontrada nos seguintes países: República Dominicana e Haiti.
Os seus habitats naturais são: florestas secas tropicais ou subtropicais, áreas rochosas e cavernas.
Está ameaçada por perda de habitat.